# مزدا سی‌ایکس-۷
مزدا سی‌ایکس-۷ (Mazda CX-۷) خودرویی است که از سال ۲۰۰۷–کنون توسط شرکت مزدا در هیروشیما و ژاپن تولید می‌شود. طراحی آن موتور جلو، خودرو محور جلو، خودرو چهار چرخ محرک بوده طول آن در حالت طبیعی ۱۸۴٫۱ اینچ (۴٬۶۷۶ میلیمتر)، عرض آن در حالت طبیعی ۷۳٫۷ اینچ (۱٬۸۷۲ میلیمتر) و ارتفاع آن در حالت طبیعی ۶۴٫۸ اینچ (۱٬۶۴۶ میلیمتر) و وزن آن در حالت طبیعی ۳٬۹۲۹ پوند (۱٬۷۸۲ کیلوگرم) است. سیستم جعبه‌دندهٔ آن ۶ دنده به دو صورت خودکار و دستی است.

## نگارخانه

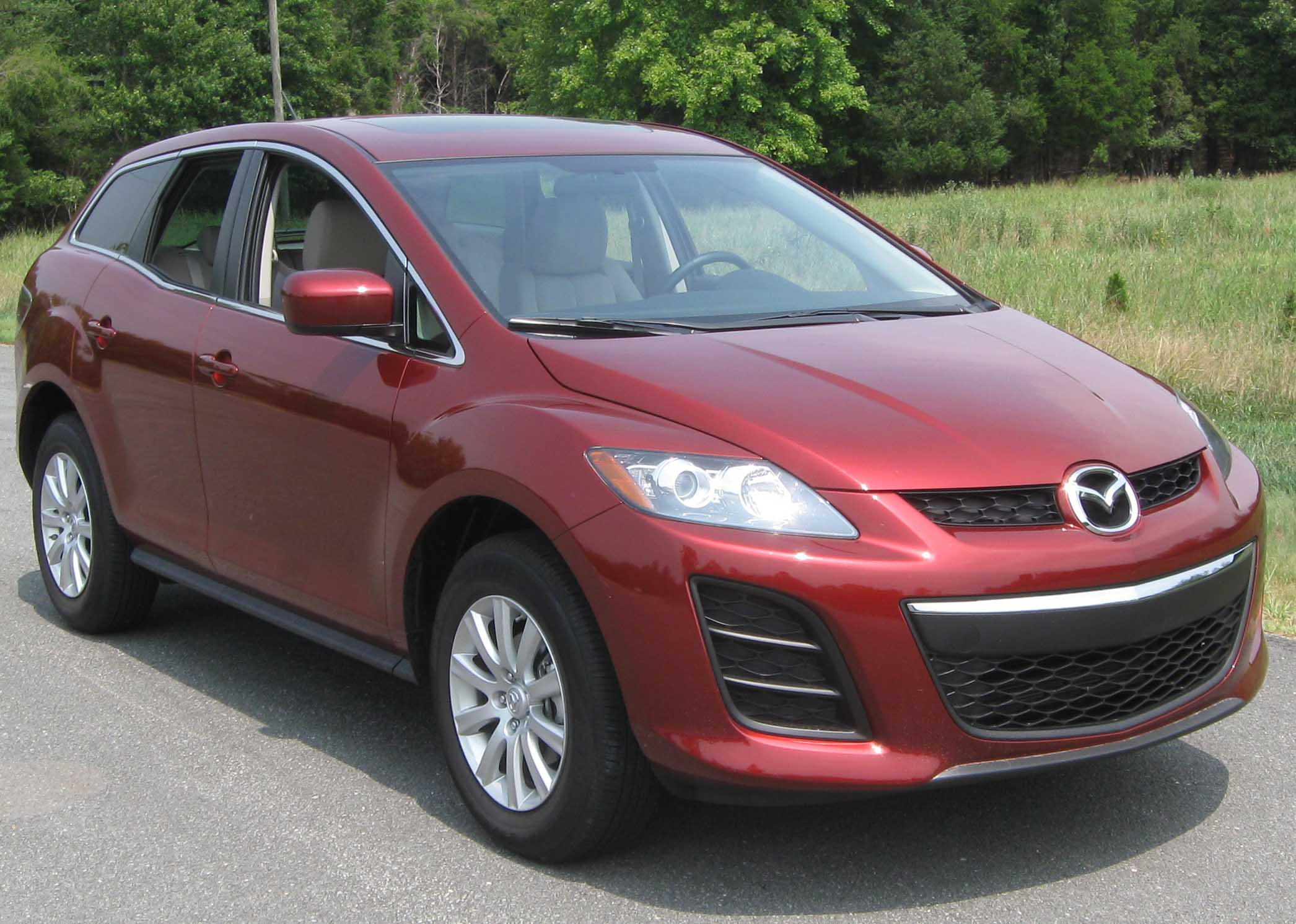
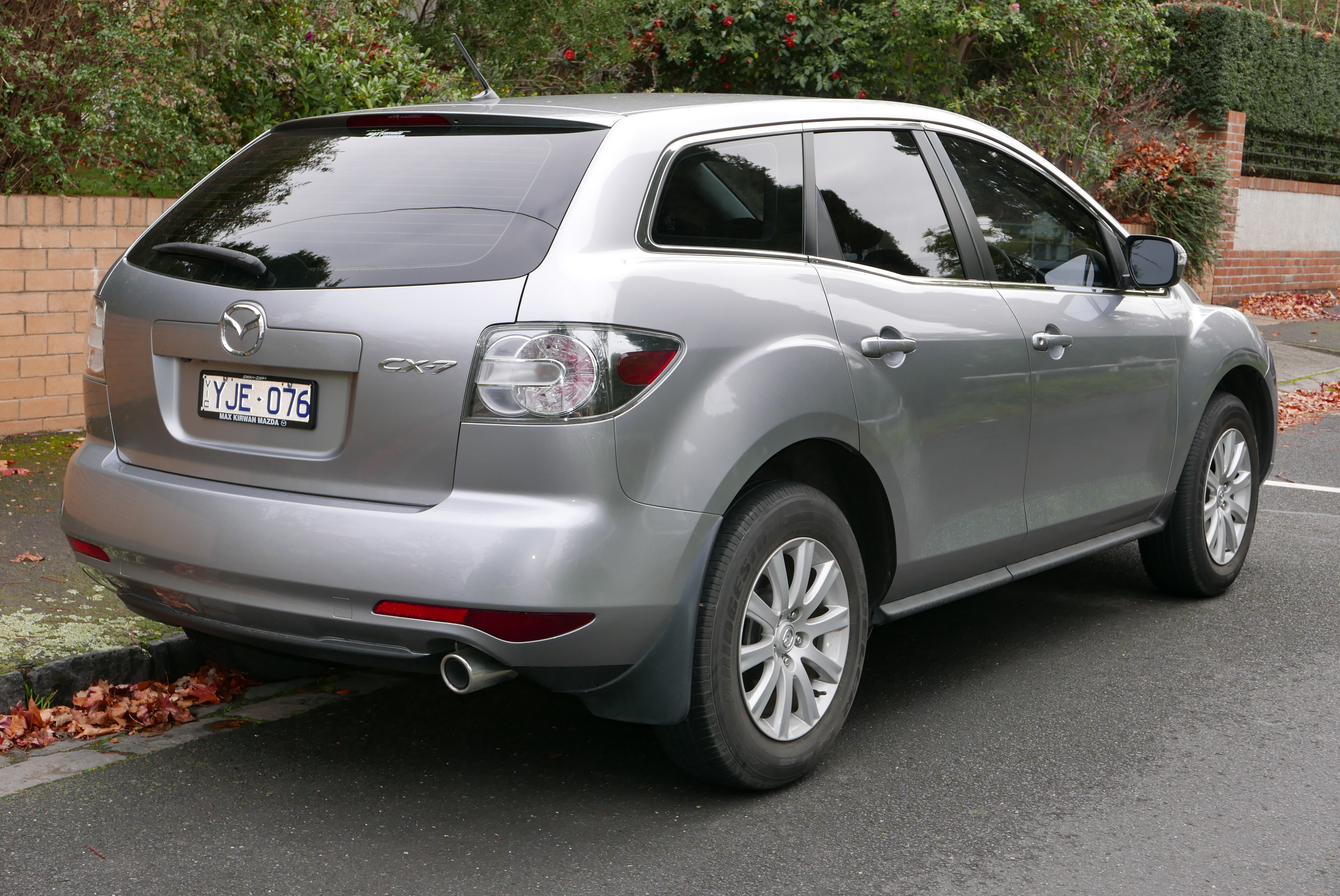